# Obsjtina Ruzjintsi
Obsjtina Ruzjintsi (bulgariska: Община Ружинци) är en kommun i Bulgarien.   Den ligger i regionen Vidin, i den nordvästra delen av landet, 110 km norr om huvudstaden Sofia.
Obsjtina Ruzjintsi delas in i:
- Drenovets
- Belo pole
- Drazjintsi
- Gjurgitj
- Tjerno pole
- Plesjivets

Följande samhällen finns i Obsjtina Ruzjintsi:
- Ruzjintsi

Omgivningarna runt Obsjtina Ruzjintsi är en mosaik av jordbruksmark och naturlig växtlighet. Runt Obsjtina Ruzjintsi är det ganska tätbefolkat, med 75 invånare per kvadratkilometer.